# Ghiacciaio del Grenz
Il ghiacciaio del Grenz (in tedesco Grenzgletscher) è un ghiacciaio posto sul versante nord-ovest del Monte Rosa (Alpi Pennine), nella valle di Zermatt nel Vallese.

## Descrizione
Il ghiacciaio ha origine presso la cresta di confine italo-elvetica, dalla quale prende il nome (Grenzgletscher significa infatti ghiacciaio del confine), nel cuore del massiccio del Monte Rosa. Il suo bacino collettore è situato nell'imponente anfiteatro delimitato dalle punte Dufour, Zumstein, Gnifetti, Parrot, Ludwigshöhe e Lyskamm.
Dopo essersi disteso nel suo vasto bacino di ablazione, posto tra i ghiacciai del Monte Rosa (Monte Rosagletscher) a nord-est e dei Gemelli (Zwillingsgletscher) a sud-ovest, confluisce nel ghiacciaio del Gorner  a valle degli affioramenti rocciosi dell'Untere Plattije e dello Schwärze ad una altitudine di circa 2550 m.

## Galleria d'immagini

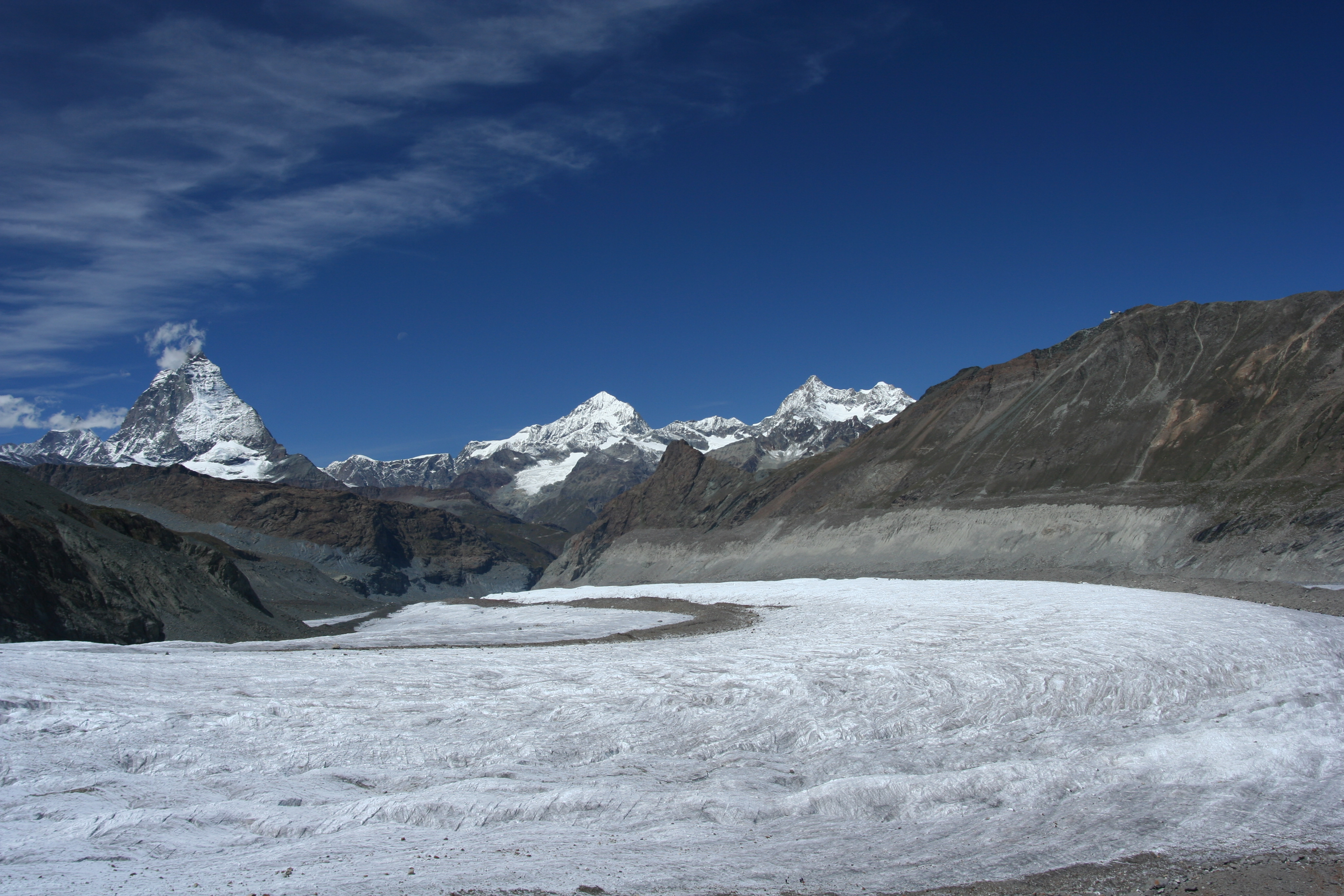
Il punto di confluenza del ghiacciaio del Grenz in quello del Gorner
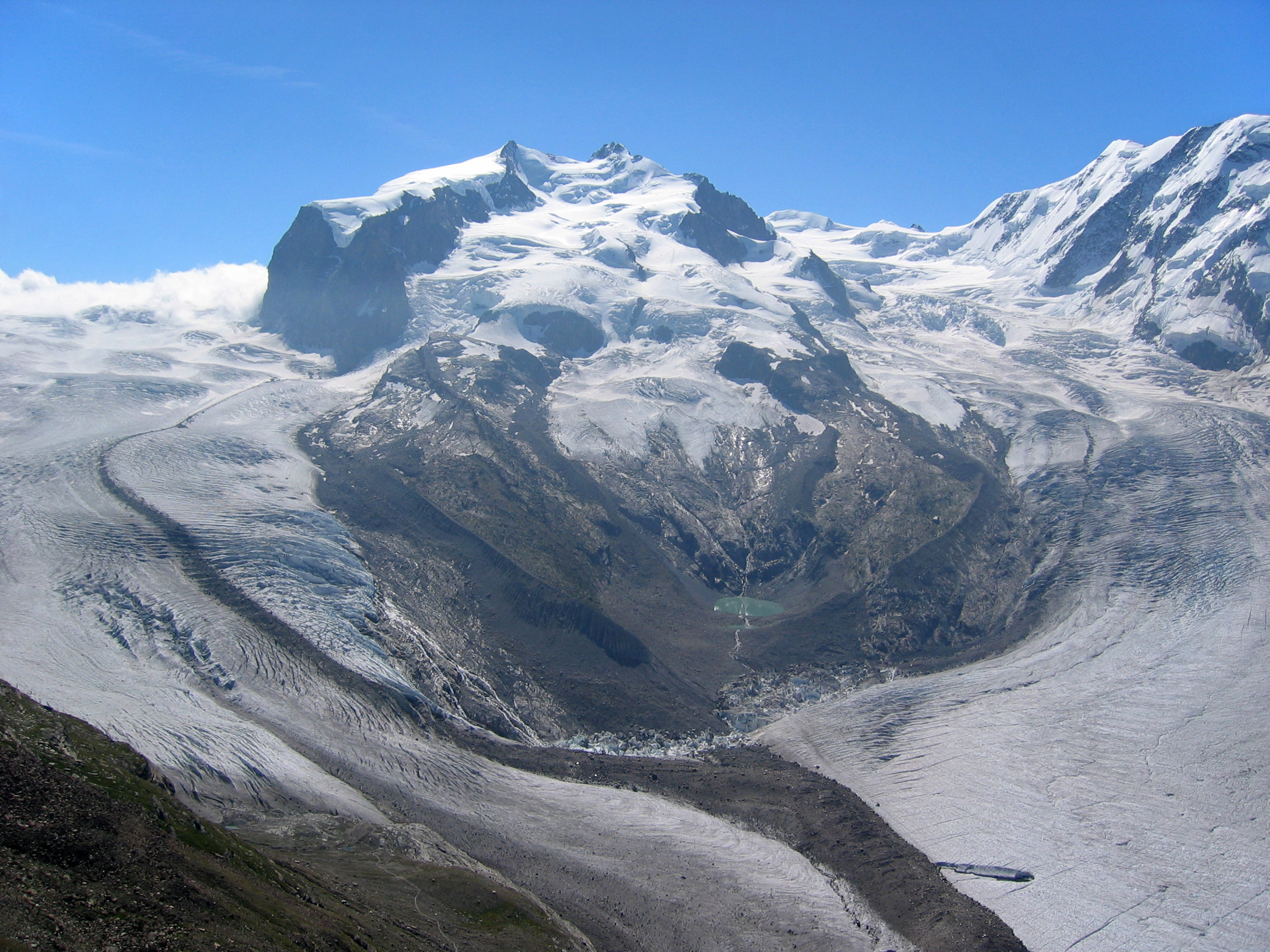
Il Monte Rosa visto dal Gornergrat, con il ghiacciaio del Gorner (a sinistra) e quello del Grenz (a destra)
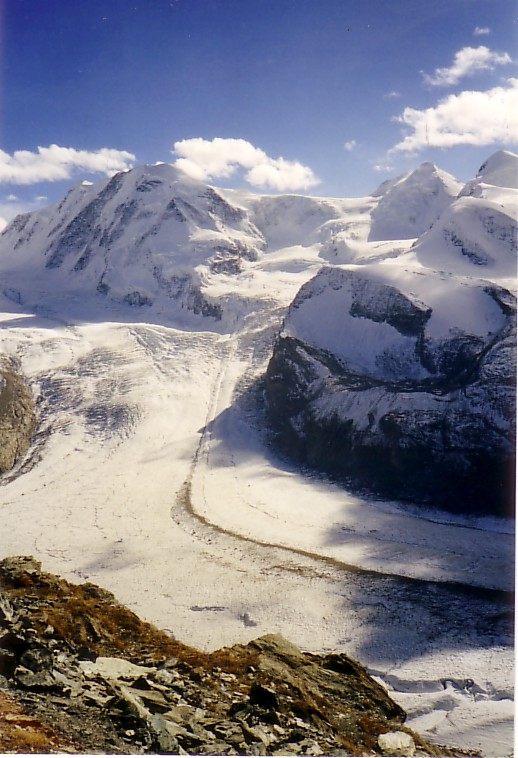
Il ghiacciaio del Grenz dal Gornergrat